# Боуз-Лайон, Саймон, 19-й граф Стратмор и Кингхорн
Саймон Патрик Боуз-Лайон, 19-й и 6-й граф Стратмор и Кингхорн, 17-й виконт Лайон, 19-й лорд Лайон и Глэмис, 26-й лорд Глэмис, 17-й лорд Глэмис, Таннадайс, Сидлоу и Стратдичи, 7-й барон Боуз (англ. Simon Bowes-Lyon, 19th Earl of Strathmore and Kinghorne; род. 18 июня 1986 года) — британский дворянин и осужденный сексуальный преступник. С 1986 по 2016 год он носил титул учтивости — лорд Глэмис.
В 2021 году он признал себя виновным в сексуальном насилии над женщиной в доме своих предков, замке Глэмис, и отсидел пять месяцев в тюрьме.

## Биография
Лорд Стратмор родился 18 июня 1986 года в Лондоне, в семье Боуз-Лайон. Его отец, Майкл Боуз-Лайон, 18-й граф Стратмор и Кингхорн (1957—2016), был политиком и военным, а также пэром . Его мать — Изобель Шарлотта Уэзеролл (род. 1962), дочь капитана Энтони Эдварда Уэзеролла (1924—2013) и Амелии Софи Кесвик (1930—2017). Его родители развелись в 2004 году.
Лорд Стратмор — праправнучатый племянник королевы-матери Елизаветы и, таким образом, родственник королевы Великобритании Елизаветы II. В 2002 году он шёл рядом со своим отцом и членами королевской семьи за гробом королевы Елизаветы во время ее похорон.
27 февраля 2016 года после смерти своего отца Саймон Патрик Боуз-Лайон унаследовал титул 19-го графа Стратмора и Кингхорна. В 2019 году он проживал в замке Глэмис. Управление Glamis Estate включает работу с Reiver Travel, которая организует эксклюзивный отдых в Шотландии, а в 2017 году он решил отремонтировать Глэмис-хаус и открыть его для сдачи в аренду. С 2016 по 2018 год он был директором Ark Hill Wind Farm Ltd. Лорд Стратмор является вождем Игр Стратмор-Хайленд, которые ежегодно проводятся на территории замка Глэмис.

## Осуждение
В 2010 году лорд Глэмис, как его тогда называли, был осужден за превышение скорости, когда ехал на мотоцикле со скоростью 100 миль в час по дороге общего пользования с ограничением 60 миль в час. Он был отстранен от вождения в течение девяти месяцев.

## Нарушение
В июне 2020 года полиция Дарема связалась с графом за нарушение действовавших тогда ограничений на поездки, связанных с COVID-19. В отчете говорилось, что лорд Стратмор проехал 200 миль до Холвик-Лодж, Миддлтон-ин-Тисдейл, и что его дворецкий был замечен за покупкой газет.

## Осуждение за сексуальное насилие
В 2021 году лорд Стратмор и Кингхорн был обвинен в сексуальном нападении после признания в нападении на 26-летнюю женщину в своем шотландском доме, замок Глэмис, в начале 2020 года. 12 января 2021 года Стратмор был освобожден под залог и внесен в Список насильственных и сексуальных преступников (ViSOR) шерифом Алистером Кармайклом в суде шерифа Данди. Его осуждение привлекло внимание как британской, так и международной прессы из-за его связи с королевской семьей. The Times сообщила о призывах к смещению лорда Стратмора с поста вождя ежегодных Игр Стратмор-Хайленд. 23 февраля 2021 года он был приговорен к десяти месяцам тюремного заключения и внесен в реестр лиц, совершивших преступления на сексуальной почве, сроком на 10 лет. Он был освобожден после отбытия пяти месяцев.

## Титулы и стили
- 18 июня 1986 — 27 февраля 2016: лорд Глэмис[19]
- 27 Февраля 2016 — н. в.: достопочтенный Граф Стратмор и Кингхорн.

В дополнение к графству Стратмор и Кингхорн, граф Стратмор имеет следующие вспомогательные титулы: 17-й виконт Лайон, 19-й лорд Лайон и Глэмис, 26-й лорд Глэмис, 17-й лорд Глэмис, Таннадайс, Сидлоу и Стратдичи, и 7-й барон Боуз из замка Стритлам.